# Robert Baberske
Robert Emil Baberske (* 1. Mai 1900 in Rixdorf bei Berlin; † 27. März 1958 in Berlin) war ein deutscher Kameramann.

## Leben
Baberske war als Jugendlicher Hobbyschauspieler in Theatervereinen. Über seinen Bruder lernte er den Kameramann Karl Freund kennen und wurde dessen Assistent. Als Gehilfe von Karl Freund war Baberske von 1920 bis 1925 an der Produktion mehrerer Filme Friedrich Wilhelm Murnaus beteiligt. Durch die Tätigkeit als Kameraassistent lernte er die Arbeit eines Kameramannes. Ab 1926 stand er selbständig hinter der Linse.
Für Walther Ruttmanns Dokumentarfilm Berlin – Die Sinfonie der Großstadt drehte Baberske gemeinsam mit Reimar Kuntze und László Schäffer mit versteckter Kamera Berliner Straßenszenen. Als 2. Kameramann arbeitete Baberske bis 1932 unter anderem mit Eugen Schüfftan, Franz Planer und Fritz Arno Wagner. Danach war er 1. Kameramann, 1934 erhielt er eine Festanstellung bei der Ufa in Neubabelsberg und filmte meist Unterhaltungs- und Abenteuerfilme; als gehobenere Produktionen etwa Detlef Siercks Musikerfilm Schlußakkord (1936) und für die Produktionsfirma Wien-Film die Liebesgeschichte Sommerliebe (1942) von Erich Engel. Häufige Zusammenarbeiten ergaben sich mit den Regisseuren Robert A. Stemmle, Georg Jacoby und Erich Waschneck, für dessen antijüdischen Film Die Rothschilds Baberske ebenfalls zur Verfügung stand.
Baberske hatte sich einen Ruf als souveräner und routinierter Meister des Lichteinsatzes erworben und übernahm als seine erste Arbeit nach Kriegsende 1947 für Artur Brauners Produktionsgesellschaft die Aufnahmen des Films Herzkönig. Gleich darauf fand er eine Anstellung bei der DEFA an seiner alten Arbeitsstelle in Babelsberg. Baberske wurde Kameramann zeitkritischer Filme von Slatan Dudow wie Unser täglich Brot (1949) und Frauenschicksale (1952), Baberskes erster Farbfilm. Für die unter der Regie von Falk Harnack entstandene Arnold-Zweig-Verfilmung Das Beil von Wandsbek (1951) wurde auch Baberske wegen seiner aus Licht und Schatten geschaffenen suggestiven Intensität von der Kritik hervorgehoben. Auch mit Wolfgang Staudte schuf Baberske in den frühen Jahren der DEFA filmische Werke von bleibendem Wert, insbesondere die Satire Der Untertan (1951) nach Heinrich Mann und die Verfilmung des Wilhelm-Hauff-Märchens Die Geschichte vom kleinen Muck (1953).
Baberske war verheiratet und hatte zwei Kinder. Mitte der 1950er Jahre erkrankte er an einem Gehirntumor und starb nach längerer Krankheit im Alter von 57 Jahren. Er wurde in Berlin-Neukölln beigesetzt, doch ist seine Grabstätte bereits aufgelassen worden. In Potsdam-Drewitz wurde eine Straße nach ihm benannt.

## Filmografie (Auswahl)

### Kameraassistenz
| - 1919/20: Die Spinnen (2 Teile) - 1920: Satanas - 1920: Der Januskopf - 1920: Der Golem, wie er in die Welt kam - 1920: Der Bucklige und die Tänzerin - 1922: Der brennende Acker - 1922: Herzog Ferrantes Ende - 1922: Lucrezia Borgia | - 1923: Die Finanzen des Großherzogs - 1923: Die Austreibung - 1924: Michael - 1924: Der letzte Mann - 1925: Varieté - 1925: Tartüff - 1926: Metropolis - 1926: Manon Lescaut |

### Kamera
| - 1926: Madame wünscht keine Kinder - 1926: Die Abenteuer eines Zehnmarkscheines - 1927: Der Sohn der Hagar - 1927: Doña Juana - 1927: Berlin – Die Sinfonie der Großstadt - 1929: Fräulein Else - 1928: Eine Nacht in London - 1929: Napoleon auf St. Helena - 1930: Lohnbuchhalter Kremke - 1930: Dolly macht Karriere - 1931: Gassenhauer - 1931: Die Dreigroschenoper (2. Kamera) - 1931: M - 1931: Ronny - 1932: Es wird schon wieder besser - 1932: Wie sag’ ich’s meinem Mann? - 1932: Das schöne Abenteuer - 1933: So ein Mädel vergißt man nicht - 1933: Brennendes Geheimnis - 1933: Das häßliche Mädchen - 1933: Spione am Werk - 1933: Keine Angst vor Liebe - 1934: Hanneles Himmelfahrt - 1934: Ich heirate meine Frau - 1935: Glückspilze - 1935: Einer zuviel an Bord - 1935: Der höhere Befehl - 1936: Schlußakkord - 1936: Das Mädchen Irene - 1937: Die Kronzeugin - 1937: Streit um den Knaben Jo - 1938: Kleiner Mann – ganz groß | - 1938: Das Verlegenheitskind - 1938: Das Mädchen von gestern Nacht - 1939: Mann für Mann - 1939: Ihr erstes Erlebnis - 1939: Der Stammbaum des Dr. Pistorius - 1940: Die Rothschilds - 1940: Liebesschule - 1941: Anschlag auf Baku - 1942: Sommerliebe - 1942: Zwischen Himmel und Erde - 1943: Kohlhiesels Töchter - 1943: Familie Buchholz - 1944: Träumerei - 1944: Neigungsehe - 1944/49: Wie sagen wir es unseren Kindern? - 1945: Der stumme Gast - 1947: Herzkönig - 1947: 1-2-3 Corona - 1949: Unser täglich Brot - 1949: Die Kuckucks - 1950: Familie Benthin - 1950: Bürgermeister Anna - 1951: Das Beil von Wandsbek - 1951: Der Untertan - 1952: Frauenschicksale - 1953: Die Geschichte vom kleinen Muck - 1954: Leuchtfeuer - 1955: Ein Polterabend - 1955: Robert Mayer – Der Arzt aus Heilbronn - 1956: Das tapfere Schneiderlein - 1957: Die Schönste |